# بيلي هورنر
بيلي هورنر (بالإنجليزية: Billy Horner)‏ هو مدرب كرة قدم ولاعب كرة قدم بريطاني في مركز قلب الدفاع، ولد في 7 سبتمبر 1942 في Cassop ‏ في المملكة المتحدة. لعب مع دارلينجتون إف سى ونادي ميدلزبره.

## وصلات خارجية
- بيلي هورنر على موقع قاعدة بيانات كرة القدم.إي يو (الإنجليزية)
- بيلي هورنر على موقع Soccerbase.com (مدرب) (الإنجليزية)